# L'altra Grace
L'altra Grace (Alias Grace) è un romanzo della scrittrice canadese Margaret Atwood pubblicato nel 1996.

## Trama
La storia è liberamente ispirata a fatti realmente accaduti, ovvero agli omicidi di Sir Thomas Kinnear e della sua governante Nancy Montgomery, avvenuti in Canada nel 1843. Grace Marks, a servizio come cameriera in casa Kinnear, e James McDermott, stalliere nella medesima tenuta, furono accusati del duplice omicidio. McDermott venne giustiziato quale esecutore materiale dei delitti, mentre Grace Marks, appena sedicenne, fu condannata al carcere a vita, sebbene le prove a suo carico fossero rimaste per lo più circostanziali e le accuse formulate prevalentemente dallo stesso McDermott.
L'autrice del romanzo immagina che un giovane medico di nome Simon Jordan visiti regolarmente Grace nel carcere di Kingston, dove era stata trasferita dopo aver trascorso alcuni anni in un manicomio criminale.
Grace racconta in dettaglio la sua breve vita prima degli omicidi, l'immigrazione dall'Irlanda, la morte della madre, l'alcoolismo del padre, il primo lavoro a servizio in casa di una donna benestante, dove trascorre pochi mesi di felicità con l'amica Mary, abbandonata incinta da un ignoto "signore" e morta in seguito ad un aborto clandestino. I ricordi di Grace sbiadiscono in una reale o presunta amnesia del giorno degli omicidi, mentre il dottor Jordan arranca per far luce sui fatti, limitato dalle scarse conoscenze in campo psichiatrico dell'epoca, e dalla sua stessa inesperienza.

## Adattamento televisivo
Il romanzo è stato adattato in un'omonima miniserie televisiva di produzione canadese e statunitense, trasmessa da CBC Television in Canada e da Netflix a livello internazionale.

## Edizioni italiane
- L'altra Grace, traduzione di Margherita Giacobino, Collana Romanzi e racconti, Milano, Baldini & Castoldi, 1997, ISBN 978-88-808-9270-0.
- L'altra Grace, traduzione di M. Giacobino, Collana Romanzi, Milano, Ponte alle Grazie, 2008, ISBN 978-88-792-8985-6. - Milano, TEA, 2010-2023, ISBN 978-88-502-6551-0.